# 琥珀航空
琥珀航空（英文：Amber Air）是在立陶宛維爾紐斯為中心的立陶宛航空公司。主要機場是帕蘭加國際機場。2007年10月底前，已放棄帕蘭加-漢堡航線。

## 航線
于2005年6月开设定期航班飛行帕蘭加，比隆和華沙。

## 历史
公司成立于2004年12月并于2004年12月23日进行首次飞行，之后随着其主要竞争对手立陶宛航空的破产，琥珀航空开始增加其进出帕兰加国际机场的航班数量，并接手了飞往德国汉堡的航线。

## 機隊
在2006年1月，曾有兩架薩博340。